# 10 dies sense la mama
10 dies sense la mama (originalment en italià, 10 giorni senza mamma) és una pel·lícula de comèdia italiana del 2019 dirigida per Alessandro Genovesi. S'ha doblat al català.
El desembre de 2020 es va estrenar una seqüela de temàtica nadalenca titulada 10 giorni con Babbo Natale.

## Repartiment
- Fabio De Luigi com a Carlo
- Valentina Lodovini com a Giulia
- Angelica Elli com a Camilla
- Matteo Castellucci com a Tito
- Bianca Usai com a Bianca
- Diana Del Bufalo com a Lucia
- Niccolò Senni com a Alessandro Minervini
- Antonio Catania com a cap
- Giorgia Cardaci com Adele